# خوسيه ميغيل غوميز رودريغيز
خوسيه ميغيل غوميز رودريغيز (بالإسبانية: José Miguel Gómez Rodríguez)‏ هو كاهن كاثوليكي كولومبي، ولد في 24 أبريل 1961 في بوغوتا في كولومبيا.